# Speleomantes sarrabusensis
Speleomantes sarrabusensis — вид хвостатих земноводних родини безлегеневих саламандр (Plethodontidae).

## Поширення
Вид поширений на сході острова Сардинія у провінції Кальярі. Мешкає у карстових та земляних печерах. На поверхню виходить вночі для полювання та розмноження. Відкладає у ґрунт 3–5 яєць.